# Воля-Куровська
Воля-Куровська (пол. Wola Kurowska) — село в Польщі, у гміні Хелмець Новосондецького повіту Малопольського воєводства.
Населення — 245 осіб (2011).

## Демографія
Демографічна структура станом на 31 березня 2011 року:
|          | Загалом | Допрацездатний вік | Працездатний вік | Постпрацездатний вік |
| -------- | ------- | ------------------ | ---------------- | -------------------- |
| Чоловіки | 123     | 48                 | 65               | 10                   |
| Жінки    | 122     | 38                 | 64               | 20                   |
| Разом    | 245     | 86                 | 129              | 30                   |